# Septennat
Ne doit pas être confondu avec Septennat (Empire allemand).
Cet article possède un paronyme, voir Septénaire (symbolisme).
Le septennat est une période de sept ans. Il correspond généralement à la durée d'un mandat politique.

## En France
Ce terme est emprunté à la tradition protestante, où il désigne la période de sept ans durant laquelle un pasteur exerce son mandat (notamment dans les Églises Réformées en France)[réf. nécessaire].

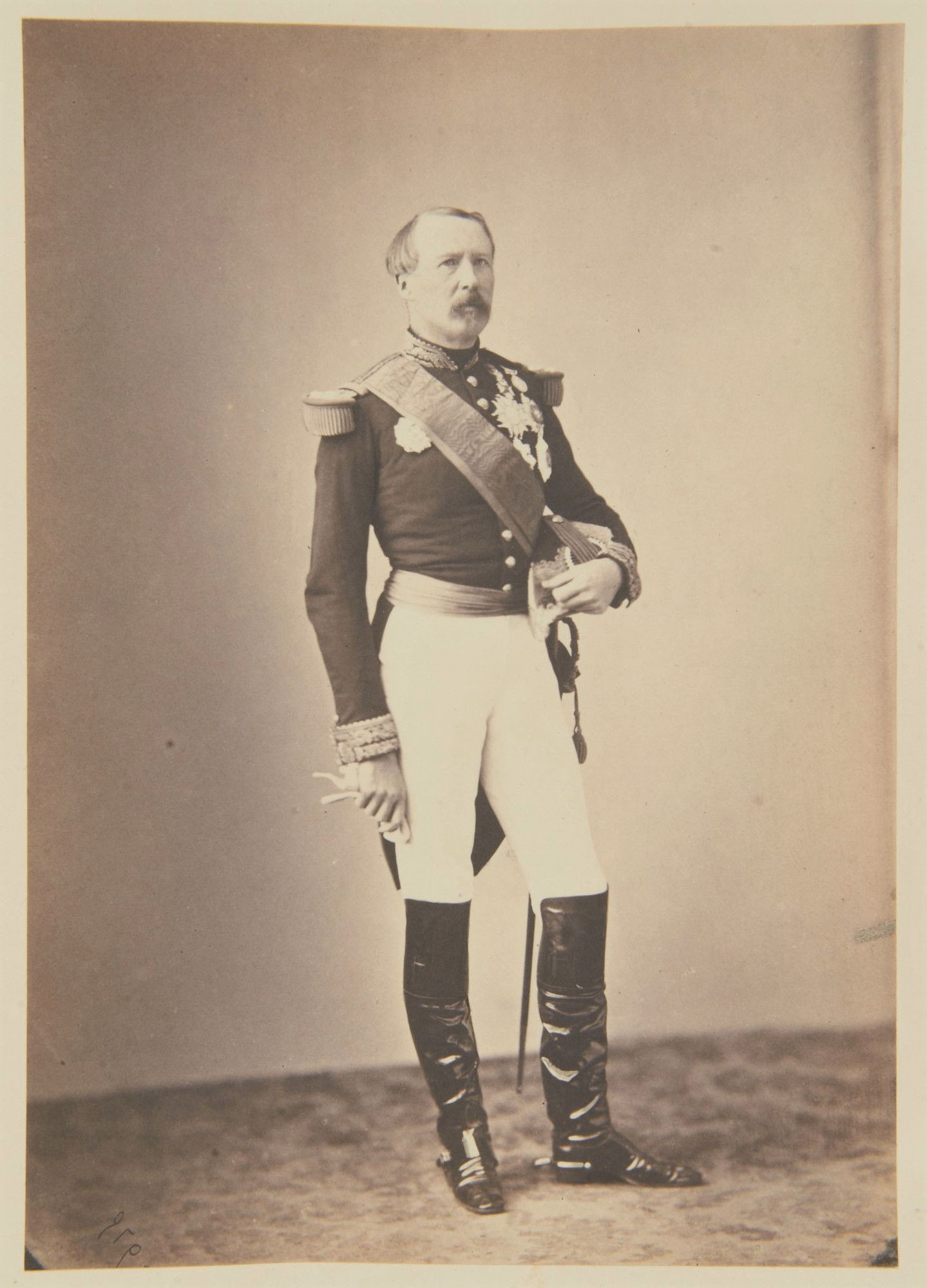
Le maréchal-président de Mac Mahon inaugura le septennat, sous la IIIe République.

Il est plus utilisé en droit constitutionnel pour désigner la durée du mandat du président de la République depuis l'instauration de la Troisième République. En France, le septennat fut mis en œuvre par le président monarchiste Patrice de Mac Mahon, par la loi du 20 novembre 1873. En pratique, il prit fin en 2002 à l'achèvement du premier mandat du président Jacques Chirac, après 129 ans d'application — hormis la parenthèse du régime de Vichy — pour être remplacé par le quinquennat.

### Origines

#### Un choix de compromis
Après la démission forcée de Thiers, l'intention du duc de Broglie et de l'assemblée était de rétablir une monarchie modérée. L'inclination du prétendant légitimiste, le comte de Chambord, pour une monarchie traditionaliste, symbolisée par son refus intransigeant d'accepter le drapeau tricolore comme emblème national, et celle des députés orléanistes pour une monarchie parlementaire, symbolisée par leur refus intransigeant d'accepter le drapeau blanc comme emblème national, empêchèrent cette nouvelle restauration. Faute de mieux, l'assemblée, poussée par le duc de Broglie, principal adversaire des radicaux, vote pour le légitimiste maréchal de Mac Mahon à la présidence de la République. Elle décide de prolonger le régime provisoire en votant le septennat (1873) personnel sur son nom, dans l'attente du décès du comte de Chambord, au lieu d'appeler au trône le prétendant orléaniste, le comte de Paris, qui acceptait d'abandonner le drapeau blanc mais qui ne pouvait rallier suffisamment de suffrages. Le maréchal devait donc faire office en quelque sorte de « régent ».
La durée des fonctions présidentielles trouve donc ici son origine légendaire, ainsi fixée en fonction de l'espérance de vie supposée du comte de Chambord,. Toutefois, à cette fin, l'idée du décennat qui avait déjà été reprise dans les constitutions de l'an VII (article 39) et de 1852 (article 2) est d'abord retenue, y compris par Mac Mahon lui-même, cependant que Laboulaye, rapporteur du projet de loi est plutôt favorable au quinquennat comme les républicains. Invité à se prononcer, entre un mandat de 5 ans ou de 10 ans, Mac Mahon opte finalement, par souci du compromis, pour la solution intermédiaire de 7 ans qui semble contenter tout le monde,. Ce compromis satisfait effectivement les deux parties : les monarchistes qui voient dans ce « mandat de monarque » à la fois la condition et les prémices de la restauration d'un « roi » plus consensuel, car il pouvait très bien être transformé en mandat à vie, comme l'avaient déjà obtenu auparavant les deux Napoléon, ce pourquoi les bonapartistes acceptent aussi cette durée; les républicains également qui contiennent la durée du mandat dans des limites acceptables et s'assurent par la suite, notamment avec l'amendement Wallon de son caractère impersonnel afin qu'il ne soit pas attaché à la personne du chef de l'État venant d'être désigné, sachant que cette désignation procède du parlement élu par le peuple. Tout ceci dans le cadre d'un marchandage constitutionnel plus vaste, à mettre au compte du duc de Broglie, où toutes les issues restaient possibles pour cette IIIe République naissante.

#### Un choix pérennisé et conforté
Une fois la République établie, la constitution fut amendée, surtout en pratique, sur bien des points, mais jamais le septennat ne fut mis en cause, d'autant qu'il était devenu inoffensif depuis la consécration par la « constitution Grévy » d'une présidence effacée, indice d'une pratique moniste du régime parlementaire.
Repris par la IVe République (article 93) et devenu une institution traditionnelle de la République, le septennat s'est imposé au général de Gaulle qui n'a pas souhaité revenir sur cette durée consensuelle à l'époque, plus soucieux d'élargir le collège électoral présidentiel et de ménager autant que faire se peut les valeurs républicaines traditionnelles, par ailleurs malmenées par le projet constitutionnel de la Ve République s'agissant du statut singulier du président. En outre, il était clair que pour le général, le mandat présidentiel devait être plus long et en décalage avec le mandat législatif afin de ne pas mêler le président au tohu-bohu des partis. Le septennat sera inscrit à l'article 6 de la constitution de 1958.
En 1958, il s'agit d'un septennat renouvelable sans limite, contrairement à la solution retenue par la constitution de 1946 qui restreignait la durée du mandat présidentiel à deux septennats au maximum (article 29). En outre, suivant en cela l'interprétation donnée à la question lors de l'élection en 1879 de Jules Grévy en remplacement du président Mac Mahon démissionnaire, il s'agit d'une durée personnelle puisqu'en cas de vacance, le nouvel élu entame un septennat entier. Cette durée ne peut être interrompue que pour des causes naturelles (décès, démission volontaire), par l'empêchement définitif ou la destitution pour haute trahison.

### En pratique

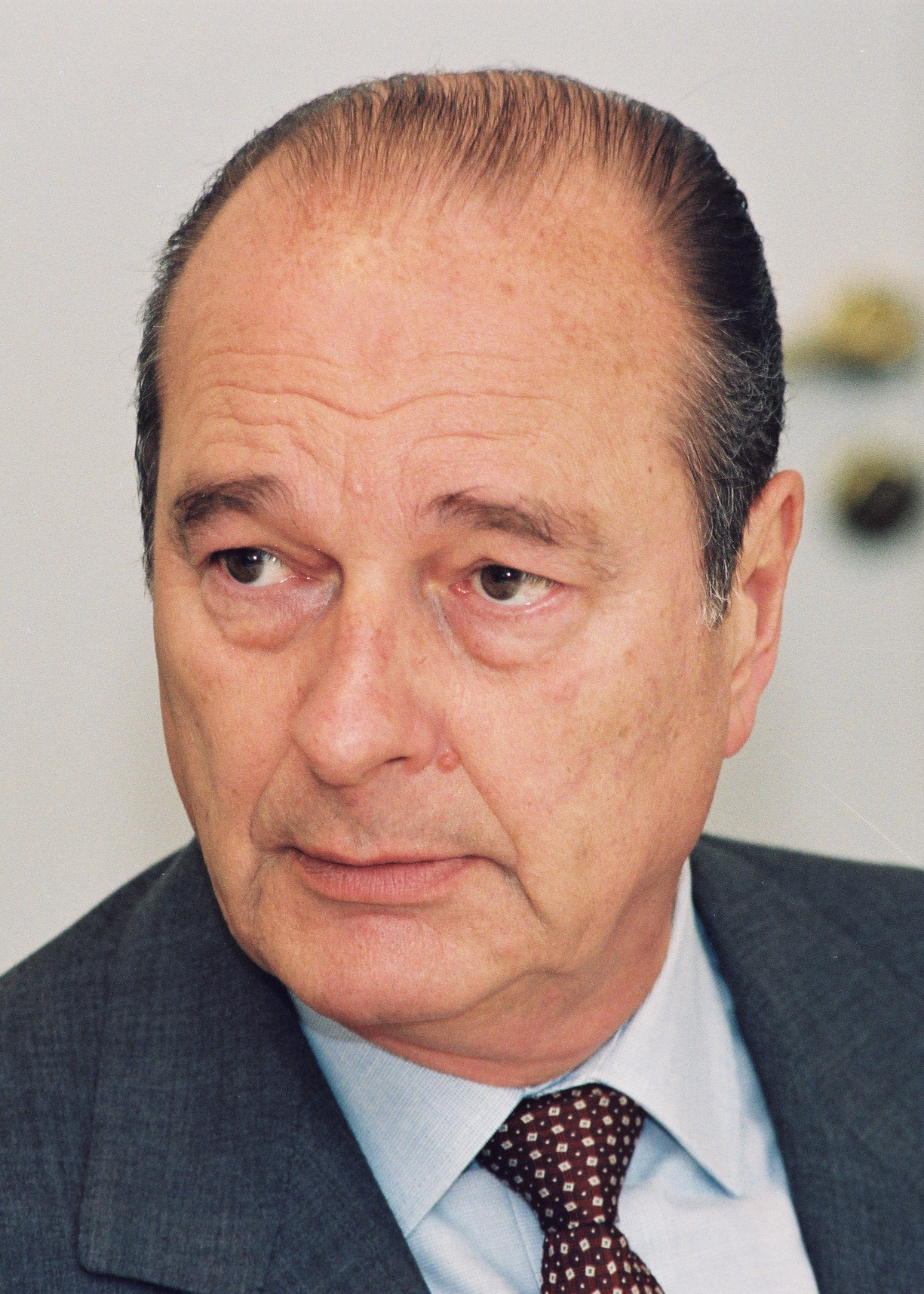
Jacques Chirac, dernier président de la République française ayant été élu pour un septennat (il effectue par la suite un quinquennat).

Patrice de Mac Mahon est le premier président à avoir entamé un septennat (loi du 20 novembre 1873) et Jacques Chirac est le dernier à en avoir accompli un (référendum constitutionnel de 2000), le septennat ayant effectivement disparu à la suite de l’élection présidentielle de 2002.
Sous le régime du septennat, la durée moyenne d’une présidence s'établit à un peu plus de cinq ans sous la Troisième République, à six ans sous la Quatrième République et à huit ans et demi pour la Cinquième République. François Mitterrand est le seul président à avoir effectué deux septennats complets (1981-1995), malgré le cancer dont il souffrait.
Seuls onze présidents sur vingt (de Patrice de Mac Mahon à Jacques Chirac) mènent leur mandat de sept ans à terme :
- IIIe République : Jules Grévy (second septennat inachevé) ; Émile Loubet ; Armand Fallières ; Raymond Poincaré ; Gaston Doumergue ; Albert Lebrun (second septennat inachevé) ;
- IVe République : Vincent Auriol ;
- Ve République : Charles de Gaulle (second septennat inachevé) ; Valéry Giscard d'Estaing ; François Mitterrand (deux septennats) ; Jacques Chirac (deux mandats mais un seul septennat).

### Critiques et évolution

#### Une durée anachronique, aux conséquences anachroniques
Le septennat a essuyé de nombreuses critiques dès lors que le président de la République, disposant déjà de pouvoirs importants sous la Cinquième République, était élu au suffrage universel direct (établi en 1962 et pratiqué pour la première fois en 1965). Certes, de Gaulle n'hésita pas à rompre cette longue éclipse avec le suffrage en ressourçant sa légitimité lors de différents référendums qu'il pratiqua comme des plébiscites et qui apparaissaient à certains comme un utile correctif et, à son successeur, le président Pompidou, comme « une sorte d'élection présidentielle renouvelée ». De plus, la décision de changer le Premier ministre, que s'octroie en pratique le président, permet de rafraîchir sa légitimité en fonction de la nouvelle majorité parlementaire. Cependant, il était aisé de constater que dans le monde démocratique on ne trouvait de mandats aussi longs, voire plus longs, que pour les chefs d'État constitutionnellement effacés (le mandat à vie du monarque anglais, par exemple) alors que sous la Cinquième république, de Gaulle a imposé un président agissant qui est « la clef de voûte des institutions ». Sous cet angle le septennat français apparaissait comme anachronique dans une démocratie parlementaire. Passé de Gaulle, le septennat a donc fait l'objet de propositions de réforme, en particulier par le président Pompidou en 1973, non sans de nombreuses contestations qui expliquent son échec, puis par la Commission Vedel mise en place en 1993 par le président Mitterrand, qui souhaitait cette réforme du mandat présidentiel après avoir connu la première cohabitation, vécue comme perturbatrice vis-à-vis du régime de la Cinquième République. Mais fallait-il un mandat plus court et de combien ? On pensait à l'exemple américain (4 ans), au quinquennat ou au sextennat. Fallait-il plutôt un mandat éventuellement inchangé mais non renouvelable ? Mais un septennat non renouvelable aurait affaibli un président dans la seconde moitié de son mandat, au moment où se déclarent les futures candidatures.[réf. nécessaire]

#### Une réforme circonstancielle aux conséquences incertaines
Les deux septennats consécutifs menés pour la première fois à leur terme par le président Mitterrand et la troisième cohabitation précipitèrent la volonté de réforme. Le septennat fut finalement remplacé par le quinquennat décidé lors d'un référendum le 24 septembre 2000 et complété par une loi électorale qui tend à le synchroniser avec le mandat législatif. Cette réforme du mandat présidentiel, mise en œuvre en 2002, fut l'initiative du président Jacques Chirac (son premier bénéficiaire), dans un contexte politique particulier, notamment l'alliance objective entre le Premier ministre de cohabitation qu'était Lionel Jospin qui s'était engagé sur cette réforme et l'ancien président Valéry Giscard d'Estaing qui l'avait formulée en mai 2000 dans une proposition de loi constitutionnelle couplée avec une tribune en ce sens publiée en une du journal Le Monde, mais qui prévoyait un mandat renouvelable une seule fois.
Cependant l'impact de l'introduction du quinquennat synchronisé dans les institutions n'est pas neutre pour celles-ci et pourrait même conduire à terme vers un régime présidentiel. Devant une telle perspective que certains craignent, des voix se sont élevées pour réclamer le retour au septennat, mais non renouvelable, tandis que d'autres, comme la première secrétaire du Parti socialiste, Martine Aubry, se demandent en 2010 s'il est possible de changer une société en seulement cinq ans.

## Europe hors France
Septennat couplé à une élection au suffrage universel direct :
- En Allemagne, sous l'ancienne République de Weimar pour le Président du Reich. Dans l'Empire allemand, le terme désigne le budget militaire, voté tous les 7 ans.
- En Irlande.

Septennat couplé à une élection au suffrage indirect :
- En Italie, le président de la République est élu par les chambres réunies, auxquelles s'ajoutent des délégués représentant les régions. Le régime est de type parlementaire.
- En Pologne, sous l'ancienne Deuxième république.

## Afrique
Septennat couplé à une élection au suffrage universel direct :
- Au Cameroun, régime de type présidentiel.
- Au Gabon actuellement depuis 1997, après une période où il avait été réduit à 5 ans. Le régime est de type présidentiel.

## Asie
Septennat couplé à une élection au suffrage universel direct :
- En Ouzbékistan, régime de type présidentiel.
- En Syrie, élection du président au suffrage universel.

Septennat couplé à une élection au suffrage indirect :
- En Israël, le président de l'État est élu par les membres de la Knesset, le Parlement monocaméral, pour un septennat non renouvelable.